# Hormius
Hormius is een geslacht van insecten uit de orde vliesvleugeligen (Hymenoptera) en de familie schildwespen (Braconidae).

## Soorten
Deze lijst van 60 stuks is mogelijk niet compleet.
- H. abnormis Belokobylskij, 1995
- H. aemulus Belokobylskij, 1989
- H. affinis (Hedqvist, 1963)
- H. albipes Ashmead, 1895
- H. americanus Ashmead, 1890
- H. amus Papp, 1990
- H. antefurcalis Belokobylskij, 1995
- H. appositus Belokobylskij, 1995
- H. argutus Belokobylskij, 1989
- H. australis Belokobylskij, 1989
- H. belliatus Belokobylskij, 1989
- H. caboverdensis Hedqvist, 1965
- H. capensis Hedqvist, 1963
- H. completus (Provancher, 1886)
- H. crassivalvus Belokobylskij, 1989
- H. decembris Belokobylskij, 1990
- H. deletus Wharton, 1993
- H. dispar (Brues, 1907)
- H. elegans Szepligeti, 1914
- H. elongatus (Hedqvist, 1963)
- H. ferrugineus (Hedqvist, 1963)
- H. flavicauda Granger, 1949
- H. gelechiae Belokobylskij, 2001
- H. hirtus Belokobylskij, 1989
- H. ikarus Belokobylskij, 1995
- H. intermedius (Hedqvist, 1963)
- H. keralicus Narendran, 1999
- H. lamidae Papp, 1990
- H. longipilosus Belokobylskij, 1989
- H. longistigmus Belokobylskij, 1989
- H. longiventris Belokobylskij, 1988
- H. macroculatus Belokobylskij, 1989
- H. maculatus Belokobylskij, 1989

- H. maderae Graham, 1986
- H. melleus (Ashmead, 1889)
- H. minialatus Tobias, 1977
- H. moniliatus (Nees, 1811)
- H. montanus Belokobylskij, 1995
- H. notus Belokobylskij, 1995
- H. oreas Graham, 1986
- H. orientalis Belokobylskij, 1980
- H. pacificus (Ashmead, 1905)
- H. pallidus Belokobylskij, 1990
- H. paraphrasis Belokobylskij, 1995
- H. piciventris Wesmael, 1838
- H. propodealis (Belokobylskij, 1989)
- H. pusillus (Szepligeti, 1908)
- H. radialis Telenga, 1941
- H. romani (Hedqvist, 1963)
- H. rugosicollis Ashmead, 1895
- H. rugosus (Hedqvist, 1963)
- H. sculpturatus Tobias, 1967
- H. similis Szepligeti, 1896
- H. solocipes (Enderlein, 1912)
- H. submersus (Brues, 1933)
- H. tenuicornis Graham, 1986
- H. teutoniae (Hedqvist, 1963)
- H. tsugae Mason, 1968
- H. vitabilis Papp, 1990
- H. vulgaris Ashmead, 1893